# Clóvis Beviláqua

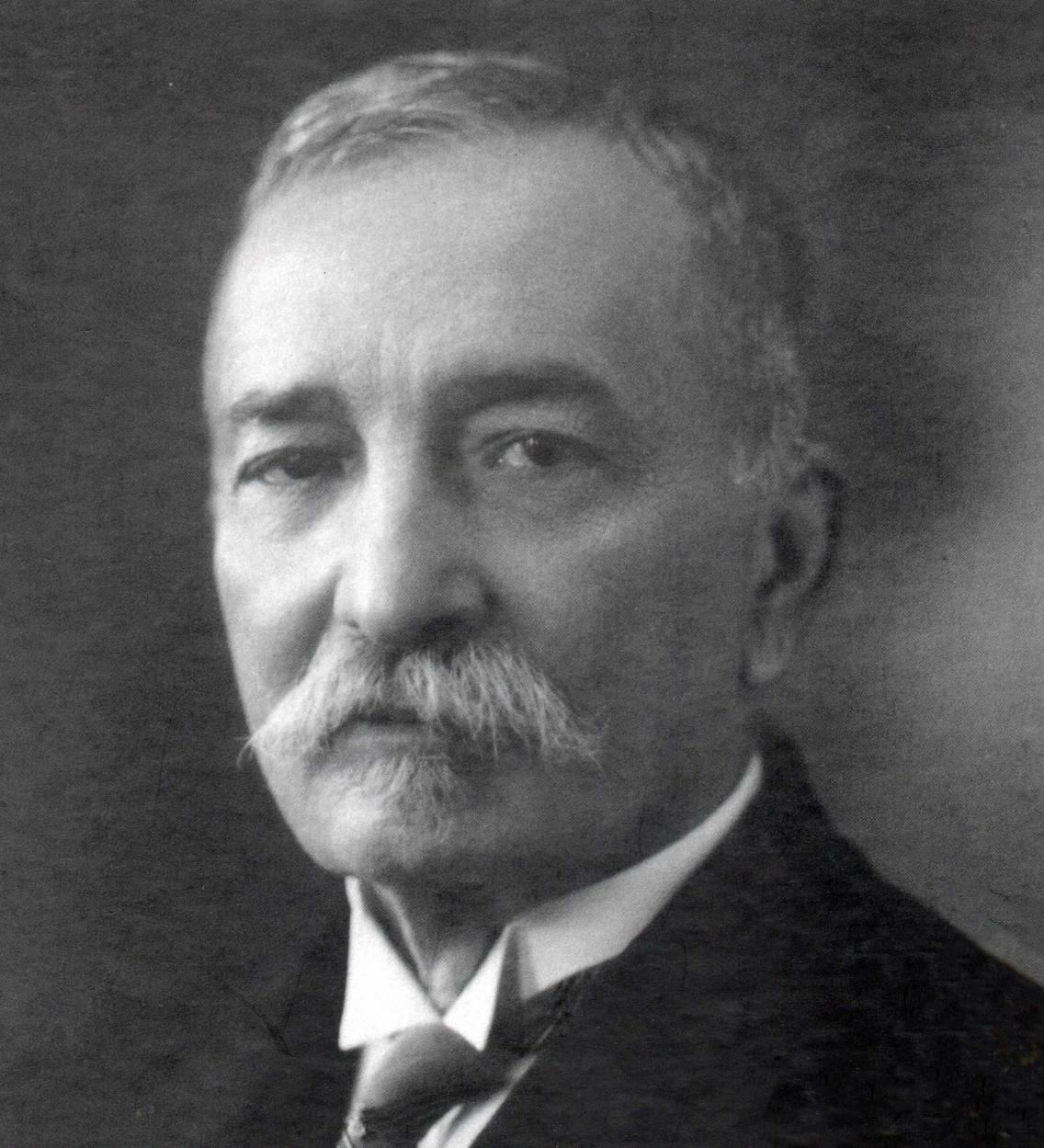
Clóvis Bevilaqua

Clóvis Beviláqua (* 4. Oktober 1859 in Viçosa do Ceará; † 26. Juli 1944 in Rio de Janeiro) war ein brasilianischer Jurist, Philosoph und Historiker.
Er war Professor für Zivilrecht und Vergleichende Rechtswissenschaft.
Beviláqua war Mitbegründer der Academia Brasileira de Letras und Mitglied des Instituto Histórico e Geográfico Brasileiro.
1883 erklärte er sich in seiner Schrift A filosofia positivista no Brasil als evolutionistischer Monist und gründete mit anderen die philosophische Escola do Recife.
1901 entwarf er das Brasilianische Zivilgesetzbuch, das von 1916 bis 2002/3 gültig war.